# 西小旺遗址
西小旺遗址，位于中国河北省廊坊市西小旺村，为廊坊市三河县的一个省级文物保护单位，类型为古遗址，公布时间为1982年7月23日。
西小旺遗址的历史年代为商、周。